# Final Fantasy XII: Revenant Wings
Final Fantasy XII: Revenant Wings (jap. ファイナルファンタジーXII レヴァナント・ウイング Fainaru Fantajī Revananto Uingu) – taktyczna gra fabularna czasu rzeczywistego stworzona przez studio Think & Feel we współpracy ze Square Enix, wydana w 2007 roku (w Europie i Australii w 2008) na konsolę Nintendo DS. Jest to sequel wydanej w 2006 roku na konsolę PlayStation 2 gry RPG Final Fantasy XII.
Akcja gry toczy się w rok po wydarzeniach opisanych w Final Fantasy XII. Główny protagonista, Vaan, posiada teraz swój statek latający i, wraz ze swą przyjaciółką Penelo, wyrusza w podróż w poszukiwaniu skarbów, która go zawiodła na latający kontynent Lemurés, zamieszkany przez rasę nazwaną Aegyl (jej cechą charakterystyczną są skrzydła na plecach), na którym to kontynencie rozpoczyna się akcja gry.